# Myszy
Myszy, myszy właściwe (Murinae) – podrodzina gryzoni z rodziny myszowatych (Muridae) obejmująca około 127 rodzajów i 520 gatunków.

## Zasięg występowania
Podrodzina obejmuje gatunki niewielkich ssaków występujących na całym świecie.

## Systematyka
Do podrodziny należą następujące plemiona:
- Hapalomyini Pagès, Fabre, Chaval, Mortelliti, Nicolas, Wells, Michaux & Lazzari, 2015
- Phloeomyini Alston, 1876
- Rattini Burnett, 1830
- Micromyini Fabre, Hautier & Douzery, 2015
- Hydromyini J.E. Gray, 1825
- Millardiini Lecompte, Aplin, Denys, Catzeflis, Chades & Chevret, 2008
- Otomyini O. Thomas, 1897 – uszkory
- Arvicanthini Denys, Lecompte, A. Dubois & P.J. Taylor, 2001
- incertae sedis
  - Hadromys O. Thomas, 1911 – staroszczur
- Vernayini Liu Shaoying, Zhao Songping, Liu Shaoying & Chen Shunde, 2025
- Vandeleurini Pagès, Fabre, Chaval, Mortelliti, Nicolas, Wells, Michaux & Lazzari, 2015
- Apodemini Lecompte, Aplin, Denys, Catzeflis, Chades & Chevret, 2008
- Malacomyini Lecompte, Aplin, Denys, Catzeflis, Chades & Chevret, 2008
- Murini Illiger, 1811
- Praomyini Lecompte, Aplin, Denys, Catzeflis, Chades & Chevret, 2008

Opisano również szereg rodzajów wymarłych o niepewnej pozycji systematycznej i nie sklasyfikowane w żadnym z plemion:

- Allohuaxiamys Qiu Zhuding & Li Qiang, 2016[8] – jedynym przedstawicielem był Allohuaxiamys gaotegeensis Qiu Zhuding & Li Qiang, 2016
- Allorattus Qiu Zhuding & Storch, 2000[9] – jedynym przedstawicielem był Allorattus engesseri Qiu Zhuding & Storch, 2000
- Antemus Jacobs, 1977[10]
- Anthracomys Schaub, 1938[11]
- Apatodemus Savorelli, Colombero & Masini, 2016[12] – jedynym przedstawicielem był Apatodemus degiulii Savorelli, Colombero & Masini, 2016
- Beremendimys Kretzoi, 1956[13] – jedynym przedstawicielem był Beremendimys noszkyi Kretzoi, 1956.
- Castillomys Michaux, 1969[14]
- Castromys Martín-Suárez & Freudenthal, 1994[15]
- Chardinomys Jacobs & Li Chuankui, 1982[16]
- Dilatomys Şen, 1983[17]
- Extrarius Erten, 2017[18] – jedynym przedstawicielem był Extrarius orhuni Erten, 2017
- Hansdebruijnia Storch & Dahlmann, 1995[19]
- Huaxiamys Wu Wenyu & Flynn, 1992[20]
- Huerzelerimys Mein, Martín-Suárez & Agustí Ballester, 1993[21]
- Karnimata Jacobs, 1978[22]
- Karnimatoides Qiu Zhuding & Li Qiang, 2016[23] – jedynym przedstawicielem był Karnimatoides hipparionum (Schlosser, 1924)
- Kritimys Kuss & Misonne, 1968[24]
- Leilaomys Storch & Ni Xijun, 2002[25] – jedynym przedstawicielem był Leilaomys zhudingi Storch & Ni Xijun, 2002
- Linomys Storch & Ni Xijun, 2002[26] – jedynym przedstawicielem był Linomys yunnanensis (Qiu Zhuding & Storch, 1990)
- Lukeinomys Mein & Pickford, 2006[27] – jedynym przedstawicielem był Lukeinomys cheptumoae Mein & Pickford, 2006
- Mikrotia Freudenthal, 2006[28]
- Occitanomys Michaux, 1969[29]
- Orientalomys de Bruijn & Van der Meulen, 1975[30]
- Paraethomys Petter, 1968[31]
- Parapelomys Jacobs, 1978[32]
- Parasaidomys Agustí Ballester & Llenas, 1996[33]
- Progonomys Schaub, 1938[34]
- Qaidamomys Li Qiang & Wang Xiaoming, 2014[35] – jedynym przedstawicielem był Qaidamomys fortelii Li Qiang & Wang Xiaoming, 2014
- Saharamys Mein & Pickford, 2010[36] – jedynym przedstawicielem był Saharamys misrensis Mein & Pickford, 2010
- Saidomys James & Slaughter, 1974[37]
- Stephanomys Schaub, 1938[38]
- Tedfordomys Wu Wenyu, Flynn & Qiu Zhuding, 2017[39] – jedynym przedstawicielem był Tedfordomys jinensis Wu Wenyu, Flynn & Qiu Zhuding, 2017
- Yunomys Qiu Zhuding & Storch, 1990[40] – jedynym przedstawicielem był Yunomys wui Qiu Zhuding & Storch, 1990.